# Bobs Gannaway
Robert Gannaway detto Bobs (Tulsa, 26 giugno 1965) è un regista, sceneggiatore, animatore, doppiatore e produttore cinematografico statunitense.

## Filmografia

### Regista

#### Lungometraggi
- Planes 2 - Missione antincendio (Planes: Fire & Rescue) (2014)

#### Mediometraggi
- Il bianco Natale di Topolino - È festa in casa Disney (Mickey's Magical Christmas: Snowed in at the House of Mouse) (2001)

#### Lungometraggi
- Provaci ancora Stitch! (Stitch! The Movie), co-regia assieme a Tony Craig (2003)
- Leroy & Stitch, co-regia assieme a Tony Craig (2006)
- Trilli e il segreto delle ali (Secret of the Wings), co-regia assieme a Peggy Holmes (2012)

#### Serie animate
- Timon e Pumbaa - serie animata, 10 episodi (1995)

### Sceneggiatore

#### Cinema
- Cats Don't Dance, regia di Mark Dindal (1997)
- Planes 2 - Missione antincendio (Planes: Fire & Rescue) (2014)

#### Lungometraggi
- Trilli e il segreto delle ali (Secret of the Wings), regia di Bobs Gannaway e Peggy Holmes (2012)

#### Serie televisive
- Un salto nel buio (Tales from the Darkside) – serie TV, episodio 4x11 (soggetto)

#### Serie animate
- 2 cani stupidi (2 Stupid Dogs) - serie animata, 12 episodi (1993-1995)
- Timon e Pumbaa - serie animata, 10 episodi (1995)
- La carica dei 101 - La serie (Dalmatians: The Series) - serie animata, 2 episodi (1997-1998)
- House of Mouse - Il Topoclub - serie TV, 17 episodi (2001-2003)
- Provaci ancora Stitch! (Stitch! The Movie) (2003)
- Lilo & Stitch - serie TV (2003-2006)
- Leroy & Stitch (2006)
- A scuola con l'imperatore (The Emperor's New School) - serie animata, 8 episodi (2006-2008)
- La casa di Topolino (Mickey Mouse Clubhouse) - serie TV, 104 episodi (2006-2016)
- Jake e i pirati dell'Isola che non c'è (Jake and the Never Land Pirates) - serie animata, 134 episodi (2011-2016)
- Monsters & Co. la serie - Lavori in corso! (Monsters at Work) – serie animata , 20 episodi (2021-2024)
- WondLa - serie animata, episodi 1x01, 1x02, 1x03, 1x05 (2024)

### Produttore

#### Serie animate
- Timon e Pumbaa - serie animata, 10 episodi (1995)

### Produttore esecutivo

#### Serie animate
- La carica dei 101 - La serie Dalmatians: The Series) - serie animata, 65 episodi (1997-1998)
- Mickey Mouse Works - serie TV, 31 episodi (1999-2000)
- House of Mouse - Il Topoclub - serie TV, 52 episodi (2001-2003)
- Topolino & i cattivi Disney (Mickey's House of Villains) regia di Jamie Mitchell (2002)
- Provaci ancora Stitch! (Stitch! The Movie) (2003)
- Lilo & Stitch - serie TV, 65 episodi (2003-2006)
- Leroy & Stitch (2006)
- A scuola con l'imperatore - serie animata, 52 episodi (2006-2008)
- La casa di Topolino - serie TV, 50 episodi (2006-2016)
- Monsters & Co. la serie - Lavori in corso! (Monsters at Work) – serie animata , 10 episodi (2021)
- WondLa - serie animata, 7 episodi (2024)

### Doppiatore (ruoli minori)

#### Serie animate
- Monsters & Co. la serie - Lavori in corso! (Monsters at Work) – serie animata (2021-2023)